# Zim Zum
Timothy Michael Linton (Chicago, 25 de junio de 1969) más conocido como Zim Zum, es un músico norteamericano que fue guitarrista de Life, Sex & Death y Marilyn Manson (1996-1998), junto al cual grabó el álbum Mechanical Animals, siendo este uno de los más vendidos de toda su carrera.
Participó de la gira, junto a Manson, Dead to the World Tour, siendo así su mayor éxito en su carrera como Guitarrista.
Los proyectos actuales de Zim Zum son Pleistoscene, su proyecto solista y The Pop Culture Suicides

## Primeros tiempos, carrera e historia de Zim Zum
Zim Zum se unió a la banda de Marilyn Manson a través de un "casting" después de que Daisy Berkowitz renunció durante el nacimiento del álbum Antichrist Superstar. Daisy grabó varias canciones en este álbum, pero fue despedido por su constante consumo de Drogas, y según Manson, él iba en contra de sus ideas.
Zim fue una de las 150 personas que solicitó la posición de guitarrista, y una de las 15 que estuvo en la audición del casting. Luego de que fue contratado, se mudó con Marilyn Manson dos semanas más tarde en Nueva Orleans y estuvo de gira con la banda para el tour 1996-1997 Dead to the World. Como en la banda solamente había 4 miembros (Marilyn Manson, Twiggy Ramirez, Ginger Fish, y Madonna Wayne Gacy (Pogo)), se decidió en buscar un guitarrista para realizar su gira. Allí añadieron a Zim Zum.
Al finalizar la gira (que duró un año), Zim grabó con la banda el álbum Mechanical Animals, el cual alcanzó alrededor de 9 millones de ventas. Luego de haber hecho esto, Zim abandonó la banda. Según él, abandonó la banda en términos amigables, y que podría regresar cualquier día, pero Manson insiste en que lo despidió. 
Mientras que los relatos contradictorios de ambas partes indican un mal sentimiento, el guitarrista dice que quiere continuar siendo amigo de sus excompañeros. El tecladista Madonna Wayne Gacy (Pogo), hace notar, que es aún su amigo después de todo. Zim Zum insiste en que la última vez que habló con Manson, 'la puerta quedó abierta. Lo último que le dije fue, "Tienes mi número. Llámame."
Timothy dijo en una entrevista: 'Siempre era sorprendente lo que algunas personas harían. Una chica vino a cinco shows y nos rogaba que autografiáramos su espalda con una navaja. Finalmente, lo hicimos. Yo firmé lo más suavemente que pude -no vi nada de sangre. Pero Twiggy estaba cortando símbolos de Iron Maiden sobre la espalda de esta chica. 
'Teníamos sexo frente e los demás muy a menudo. Puedo recordar una vez, que entramos a la parte trasera del autobús y vimos a Ginger en un acto simultáneamente excitante y asqueroso con varias chicas. Él es conocido por ser gracioso. Una vez, Ginger miró a Pogo y le dijo, 'Si no quitas tu pene de frente a mi cara, voy a chuparlo'. A menudo se ponía muy interesante. Y sí, Pogo quitó su pene de la cara de Ginger, por miedo a lo que pudiera hacerle. Creo que eso está grabado en alguna parte. ¡Desearía saber donde! 
'Había una broma entre Manson y Twiggy. ¡Yo no me involucré porque no confío en los lugares en que Twiggy ha estado! Ellos decían que, técnicamente, no eres gay si el pene que tienes en la boca tiene un condón puesto'.
Ginger ciertamente estaba abierto a experimentar. Solía correr por ahí con una vela en el trasero. Nosotros prendíamos la vela y veíamos por cuanto tiempo podía mantenerla ahí. Encendimos vela tras vela, y derramábamos la parafina en los testículos de Ginger. Él salía corriendo y gritando. 
Manson podía salirse con la suya en muchas cosas. Pero mientras todos se concentraban en él, el resto de nosotros era tratado como mierda. Si había una chica a la que Manson había visto y le había puesto el ojo, y nosotros lo sabíamos, Twiggy y yo nos acercábamos a esa chica inmediatamente. Poníamos pequeñas 'bombas' para Manson, para que encontrara nuestros nombres escritos en alguna parte de su cuerpo. Recuerdo oír un grito viniendo del pasillo -algo como ¡'Maldición!- cuando le quitaba la blusa a esta chica y veía escrito 'Zim' y 'Twiggy'.
'Manson, Twiggy y yo estábamos en un cuarto con dos individuos muy famosos. Creo que hicimos que todos los demás salieran de la habitación -incluyendo a los jefes de la compañía disquera- para que la típica depravación del rock'n'roll pudiera tener lugar cómodamente. Estábamos completamente ebrios y había sustancias por doquier. Estas eran estrellas realmente famosas que podían pagar cosas ridículas. No creo que hayamos dormido en dos días. 
'En otra ocasión. Toda la banda fue a ver a Radiohead en New York, y conocimos a otro tipo cuyo nombre está en mucha de la ropa que uso. De nuevo, él me convenció de que todo mundo ha tomado drogas en un momento u otro. Él hacía viajes muy discretos a su limusina. Juzgando por la cantidad de palabras que salían de su boca por minuto, yo diría que al menos había consumido algunos gramos. 
'Solíamos ser chivos expiatorios de todo, pero mientras más tiempo estaba de gira y más gente conocía, me di cuenta de que la gente que tiene problemas de ese tipo es la gente que lo esconde -incluso hasta el punto de hacer una campaña en contra de ello-. 
'No creo que nadie en la banda tenga tendencias adictivas. Siempre era por diversión -otra forma de matar el tiempo, en lugar de pasar dos días en un cuarto de hotel, mirando la televisión-. 
'Una vez, nuestro manager estaba durmiendo. El resto de nosotros había estado despierto por algún tiempo. Había sido un viaje como de 16 horas. Metimos cocaína en un pote y los soplamos en su nariz. Se despertó cinco minutos después, sin idea de que había pasado, pero estaba realmente despierto. 
'Pero cualquiera que diga que había abuso de sustancias o cualquier clase de asesinato de animales, si pusieran atención al show y al tipo de horario que teníamos, no habría forma de hacer las dos cosas. Estábamos muy concentrados. Todos sabían que debían responder a sí mismos primero, después al resto de la banda. No podía haber un eslabón débil'.
Manson dice:
'¡Oh, no! ¡Claro que no!' 
La puerta está, de hecho, sellada para Zim Zum. 
Marilyn Manson ha desmentido el relato de Zim Zum en cuanto a su partida de la banda. Contrario a la versión de los eventos del guitarrista, Manson insiste en que Zim Zum fue echado y que ya no es bienvenido en la banda. 
Entonces, para estar seguros, ¿la puerta aún está abierta para Zim Zum? '¡La puerta está completamente sellada!' dice Manson. 'Y dice, "Vete al diablo" sobre ella.' 
Marilyn Manson no ha perdido tiempo en reemplazar a Zim Zum con el guitarrista John5. El mismo Manson describe al nuevo guitarrista como 'el mejor guitarrista que hemos tenido.' 
'John puede tocar las canciones en la forma en que fueron escritas,' dice Manson a Kerrang!, 'y esa es la razón principal por la que Zim Zum fue despedido. Él no recordaba nada del material con el que estaba involucrado y yo tomé eso como un insulto para la banda.'
Hasta ahora, parece que ésta enemistad sigue latiendo entre Manson y Zim.
Al fin y al cabo, Zim Zum trabaja en su proyecto como solista, "The Pop Culture Suicides", y "Pleistoscene"